# The Adventures of Tom Sawyer (jogo eletrônico)
The Adventures of Tom Sawyer é um jogo eletrônico lançado pela Winkysoft e Seta em 1989 no Japão e nos Estados Unidos.

## Recepção
A Game Player's elogiou os gráficos e a jogabilidade, que deixavam o jogo mais divertido.